# THE SPIN
THE SPIN（ザ・スピン）は、日本の音楽バンド。

## メンバー
- MARU - ヴォーカル
- 深 - ギター
- 涼 - ギター&ギターシンセサイザー&ヴォコーダー
- HIROSHI - ドラム

元メンバー
- HIKO - ベース

## 概要
- 2003年、深（G）を中心にSPIN結成。
- 2005年、MARU（Vo）が加入。SPINからTHE SPINになる。同年11月、自主制作CD「ELECTRICAL SNACK」リリース。
- 2006年、HIKO（Ba）脱退。
- 2007年、アルバム「NEO WAVES」リリース。
- 2008年、HIROSHI（Dr）が正式加入。
- 2009年、シングル「僕が僕のまま」でメジャーデビュー。
- 2010年、THE SPINの活動を終了。

## ディスコグラフィ

### シングル
- POWER SHOT（2005年10月？ ライブ会場限定無料配布）

- ELECTRICAL SNACK（2005年11月 ライブ会場物販）

1. Bye!Bye!Bye!
2. 超電磁回転楽
3. S.S.S（SuperSonichammerSong）

- 僕が僕のまま（2009年8月19日 ポニーキャニオン PCCA-70254）

1. 僕が僕のまま（TBS系列アニメ『バスカッシュ!』オープニングテーマ）7月 - 9月
2. Lucky Lip Gloss
3. 僕が僕のまま Inst.

### アルバム
- NEO WAVES （2007年3月7日　MSR SOUNDS　YRCI-71022）

1. BLACK JELLY
2. 百日草を君に
3. サイケデリック・レイジー
4. ネオンテトラ
5. HELP ME
6. 愛とPEACE
7. LIFEミサイル

参加アルバム
- スマガ ミニアルバム「STAR MINE GIG」 （2008年8月29日　GRN-003）
THE SPIN 「真実の灯」を収録